# Zamenis lineatus
Zamenis lineatus е вид змия от семейство Смокообразни (Colubridae).

## Разпространение
Видът е разпространен в Италия.